# Tolperizon
Tolperizon je organsko jedinjenje, koje sadrži 16 atoma ugljenika i ima molekulsku masu od 245,360 . Tolperizon je centralno-delujući mišićni relaksant, derivat piperidina. Tržišna imena uključuju Biocalm, Muscodol, Mydeton, Mydocalm, Myolax, Myoxan i Viveo.

## Osobine
| Osobina                  | Vrednost |
| ------------------------ | -------- |
| Broj akceptora vodonika  | 2        |
| Broj donora vodonika     | 0        |
| Broj rotacionih veza     | 4        |
| Particioni koeficijent ( | 3,7      |
| Rastvorljivost (logS, log(mol/L))       | -4,0     |
| Polarna površina (PSA, Å2)  | 20,3     |

## Klinička upotreba
Tolperizon je indikovan za upotrebu u lečenju patološki povećanog tonusa poprečno-prugastih mišića izazvanog neurološkim bolestima (oštećenje piramidalnog trakta, multipla skleroza, mijelopatija, encefalomijelitis) i spastičke paralize i drugih encefalopatija koje se manifestuju mišićnom distonijom.
Druge moguće upotrebe uključuju: 

- Spondilozu
- Spondiloartrozu
- Cervikalni i lumbalni sindrom
- Artrozu velikih zglobova
- Obliterantnu aterosklerozu krvnih sudova ekstremiteta
- Diabetičnu angiopatiju
- Obliteranti tromboangitis
- Rejnoov sindrom

## Kontraindikacije i mere opreza
Proizvođači navode da Tolperizon ne bi trebalo koristiti kod bolesnika sa miastenijom gravis.  Dostupni su samo ograničeni podaci o bezbednosti primene kod dece, omladine, tokom trudnoće i dojenja. Nije poznato da li se Tolperizon izlučuje u majčino mleko.

## Neželjena dejstva
Neželjeni efekti se javljaju u manje od 1% pacijenata i uključuju mišićnu slabost, glavobolju, arterijsku hipotenziju, mučninu, povraćanje, dispepsiju i suva usta. Svi efekti su reverzibilni.Alergijske reakcije se javljaju u manje od 0,1% od pacijenta i uključuju osip, Kvinkeov edem i, u nekim slučajevima anafilaktički šok.

## Interakcije
Tolperizon nema značajan potencijal za interakcije sa drugim lekovima. Ne može se isključiti da kombinacija sa drugim centralno - delujućim relaksantima mišića, benzodiazepinima ili nesteroidnim anti-inflamatornim lekova (NSAIL) može da iziskuje smanjenje doze kod nekih pacijenata.

## Mehanizam delovanja
Tolperizon je centralno - delujući miorelaksans koji deluje na retikularnu formaciju u stablu mozga blokiranjem voltažno zavisnih natrijumovih i kalcijumskih kanala.

## Farmakokinetika
Tolperizon se skoro potpuno apsorbuje iz creva i dostiže svoju maksimalnu koncentraciju u krvnoj plazmi posle 1.5 čas. Većinom se metaboliše u jetri i bubrezima. Izlučuje se putem bubrega u dve faze; prvoj je polu- život dva sata, a drugoj je vreme polu –života 12 sati.

## Literatura
- Hardman JG, Limbird LE, Gilman AG (2001). Goodman & Gilman's The Pharmacological Basis of Therapeutics (10. изд.). New York: McGraw-Hill. ISBN 0071354697. doi:10.1036/0071422803.
- Thomas L. Lemke; David A. Williams, ур. (2007). Foye's Principles of Medicinal Chemistry (6. изд.). Baltimore: Lippincott Willams & Wilkins. ISBN 0781768799.

## Spoljašnje veze
|  | Molimo Vas, obratite pažnju na važno upozorenje u vezi sa temama iz oblasti medicine (zdravlja). |